# El Salto, Huajicori
El Salto är en ort i Mexiko.   Den ligger i kommunen Huajicori och delstaten Nayarit, i den centrala delen av landet, 700 km nordväst om huvudstaden Mexico City. El Salto ligger 896 meter över havet och antalet invånare är 101.
Terrängen runt El Salto är huvudsakligen kuperad, men söderut är den bergig. Runt El Salto är det mycket glesbefolkat, med 4 invånare per kvadratkilometer. Närmaste större samhälle är Contadero, 19,0 km väster om El Salto. I omgivningarna runt El Salto växer huvudsakligen savannskog.